# Handyvideo
Unter einem Handyvideo versteht man ein Video, das entweder mit einem  Mobiltelefon/Handy aufgezeichnet oder speziell für Mobiltelefone/Handys konvertiert wurde. Das hierbei am häufigsten verwendete Dateiformat ist 3gp, seltener werden Formate wie avi oder mpeg 1 und 2 genutzt, da die Software dafür meistens nur auf Smartphones und PDAs funktioniert.
Da Mobiltelefone im Vergleich zu anderen Aufzeichnungsgeräten in der Regel über begrenzten Speicherplatz, geringere Displayauflösung und vor allem geringere Bandbreite des Datennetzes verfügen, sind die Videos eher klein – sowohl bezogen auf Dateigröße als auch auf die Auflösung und die  Anzahl der Bilder pro Sekunde.